# Alkiza
Alkiza település Spanyolországban, Gipuzkoa tartományban. Alkiza Albiztur, Anoeta, Asteasu, Errezil, Hernialde, Larraul és Tolosa községekkel határos. Lakosainak száma 364 fő (2024).

## Népesség
A település lakosságának változását az alábbi diagram mutatja:
| Lakosok száma | 256  | 290  | 320  | 357  | 357  | 373  | 358  | 367  | 362  | 364  |
|               | 2001 | 2004 | 2006 | 2009 | 2011 | 2014 | 2016 | 2019 | 2021 | 2024 |